# Duett für Drei
Duett für Drei (Originaltitel: Duett for Three) ist ein Roman der kanadischen Autorin Joan Barfoot, der 1985 veröffentlicht wurde.

## Figuren
In einem Haus wohnen drei Frauengenerationen unter einem Dach vereint. Die 80-jährige Großmutter Aggie, die stets kränkelnd, despotisch und arrogant ihre Ansprüche anmeldet. Aber dank ihres wachen Geistes setzt sie sich auch mit den unliebsamen Wahrheiten des Lebens auseinander. Darunter leidet insbesondere ihre Tochter June, die aufgrund ihrer gescheiterten Ehe vom Leben weiterhin nichts als Enttäuschungen erwartet. Dabei reagiert sie verkniffen, bigott und selbstgerecht auf alle Anregungen von außen. Die Belastungen mit der Pflege der adipösen Aggie und ihrem ungeliebten Beruf als Lehrerin gehen über ihre Grenzen. Als krasser Gegenentwurf dazu genießt Enkeltochter Frances unbekümmert die Freiheiten des Collegelebens. Da Frances die beiden Älteren nach längerer Zeit wieder besucht, hängen Aggie und June ihren Erwartungen und Erinnerungen bezogen auf Frances nach, sodass ein Porträt beider weiblicher Generationen entsteht. Eine Ära, in denen Frauen nicht unbedingt aktiv an der Gestaltung ihrer Lebensumstände mitwirken konnte.

## Ausgaben
- Joan Barfoot: Duett für Drei. Übersetzt von Gabriele Kosack. Frauenbuchverlag, 1988, ISBN 978-3-88897-128-0.